# Geološka formacija
Geološka formacija ili formacija je telo stene koje ima dosledan skup fizičkih karakteristika (litologija) koje ga razlikuju od susednih tela stena, i koje zauzima određeni položaj u slojevima stena izloženih u geografskom regionu (stratigrafski stub). To je osnovna jedinica litostratigrafije, proučavanja strata ili slojeva stena.
Formiranje mora biti dovoljno veliko da se može preslikati na površini ili pratiti ispod površine. Formacije inače nisu definisane debljinom njihovih stenskih slojeva, koja može široko da varira. One su obično, ali ne i univerzalno, tabelarnog oblika. Mogu se sastojati od jedne litologije (tipa stena), ili od naizmeničnih korita dve ili više litologija, ili čak od heterogene mešavine litologija, dokle god ih to razlikuje od susednih tela stena.
Koncept geološke formacije seže do početaka moderne naučne geologije. Taj izraz je Abraham Gotlob Verner koristio u svojoj teoriji o poreklu Zemlje, koja je razvijena u periodu od 1774. do njegove smrti 1817. godine. Koncept se vremenom sve više formalizirao i sada je kodificiran u radove poput Severnoameričkog stratigrafskog kodeksa i njegovih pandana u drugim regionima.
Geološke mape koje prikazuju gde su razne formacije izložene na površini su od suštinskog značaja za takva polja kao što je strukturna geologija, omogućavajući geolozima da izvode zaključke o tektonskoj istoriji regiona ili predviđaju verovatne lokacije zakopanih mineralnih resursa.

## Definisanje formacija
Granice formacije izabrane su tako da joj daju najveću praktičnu litološku konzistentnost. Formacije ne treba da budu definisane bilo kojim drugim kriterijumom osim litologijom. Litologija formacije uključuje karakteristike kao što su hemijski i mineraloški sastav, tekstura, boja, primarne taložne strukture, fosili koji se smatraju česticama koje formiraju stene ili drugi organski materijali poput uglja ili kerogena. Taksonomija fosila nije validna litološka osnova za definisanje formacije. Kontrast u litologiji između formacija potrebnih da bi se opravdalo njihovo uspostavljanje varira u zavisnosti od složenosti geologije regiona. Formacije moraju biti u stanju da budu razgraničene na skali geološkog mapiranja koja se obično praktikuju u regionu; debljina formacija može se kretati od manje od metra do nekoliko hiljada metara.
Geološke formacije su tipično nazvane po trajnom prirodnom ili veštačkom obeležju geografskog područja u kojem su prvi put opisane. Naziv se sastoji od geografskog naziva, plus bilo „formacija” ili opisna imena. Primeri uključuju Morisonovu formaciju, koja je nazvana po gradu Morison u Koloradu i kajbabski krečnjak, nazvanom po Kaibab platou u Arizoni. Imena ne smeju duplirati prethodna imena formacija, tako da, na primer, novoodređena formacija ne može biti nazvana Kajbab formacijom, jer je Kajbabski krečnjak već uspostavljen kao ime formacije. Prva upotreba imena ima prednost nad svim ostalim, kao što je i prvo ime primenjeno na određenu formaciju.
Kao i kod drugih stratigrafskih jedinica, formalna oznaka formacije uključuje stratotip koji je obično tipska sekcija. Tipski presek je idealno dobra izloženost formacije koja pokazuje njenu celu debljinu. Ako formacija nije nigde u potpunosti izložena, ili ako pokazuje značajne bočne varijacije, mogu se definisati dodatne referentne sekcije. Dugo uspostavljene formacije koje datiraju od pre moderne kodifikacije stratigrafije, ili kojima nedostaje tabelarni oblik (poput vulkanskih formacija) mogu zameniti tip lokaliteta za tip sekcije kao njihov stratotip. Od geologa koji definiše formaciju se očekuje da opiše stratotip dovoljno detaljno da drugi geolozi mogu nedvosmisleno prepoznati formaciju.
Iako formacije ne treba da budu definisane bilo kojim drugim kriterijumima, osim primarne litologije, često je korisno definisati biostratigrafske jedinice na paleontološkim kriterijumima, hronostratigrafske jedinice na starosti stena, i hemostratigrafske jedinice na geohemijskim kriterijumima, a oni su uključeni u stratigrafske kodove.

## Korisnost formacija
Koncept formalno definisanih slojeva ili strata je središnji deo geološke discipline stratigrafije, a formacija je osnovna jedinica stratigrafije. Formacije mogu biti kombinovane u grupe slojeva ili podeljene u članove. Pripadnici se razlikuju od formacija po tome što ih nije potrebno mapirati na istoj skali kao formacije, mada moraju biti litološki prepoznatljivi tamo gde postoje.
Definicija i prepoznavanje formacija omogućavaju geolozima da povežu geološke slojeve na velikim udaljenostima između izdanaka i izloženosti stjenovitih naslaga. Formacije su u prvobitno opisane kao osnovni geološki vremenski markeri, na osnovu njihove relativne starosti i zakona superpozicije. Podele geološke vremenske skale opisali su i postavili hronološki redosled geolozi i stratigrafi 18. i 19. veka.
Geološke formacije mogu se korisno definisati za sedimentne stenske slojeve, niskorazredne metamorfne stene i vulkanske stene. Intruzivne magnetske stijene i visoko metamorfozne stene uglavnom se ne smatraju formacijama, već su opisane kao litoodemi.

## Ostale upotrebe termina
„Formacija” se takođe koristi neformalno za opisivanje neobičnih oblika (oblika) koje stene stiču kroz erozione ili depozitne procese. Takva formacija se napušta kada na nju više ne utiču geološki agensi koji su je proizveli. Neke poznate pećinske formacije uključuju stalaktite i stalagmite.

## Literatura
- Boggs, Sam Jr. (1987). Principles of sedimentology and stratigraphy (1st изд.). Merrill Pub. Co. ISBN 0675204879.
- Frank, Adams Dawson (1938). The Birth and Development of the Geological Sciences. Baltimore: The Williams & Wilkins Company.
- North American Commission on Stratigraphic Nomenclature (novembar 2005). „North American Stratigraphic Code” (PDF). AAPG Bulletin. 89 (11): 1547—1591. doi:10.1306/07050504129. Приступљено 8. 8. 2020.
- Ghosh, S.K. (1993). Structural geology : fundamentals and modern developments (1st изд.). Pergamon Press. ISBN 0-08-041879-1.
- Brookfield, Michael E. (2008). Principles of Stratigraphy. John Wiley & Sons. стр. 111–114, 200. ISBN 9780470693223.
- Rey, Jacques; Simone Galeotti, ур. (2008). Stratigraphy : terminology and practice. Paris, France: Editions OPHRYS. ISBN 9782710809104.
- Smart, P.L., and Frances, P.D. (1991), Quaternary dating methods - a user's guide. Quaternary Research Association Technical Guide No.4  0-907780-08-3
- Lowe, J.J., and Walker, M.J.C. (1997), Reconstructing Quaternary Environments (2nd edition). Longman publishing  0-582-10166-2
- Mattinson, J. M. (2013), Revolution and evolution: 100 years of U-Pb geochronology. Elements 9, 53-57.
- Geochronology bibliography Talk:Origins Archive
- Dickin, A. P. 1995. Radiogenic Isotope Geology. Cambridge, Cambridge University Press.  0-521-59891-5
- Faure, G. 1986. Principles of isotope geology. Cambridge, Cambridge University Press.  0-471-86412-9
- Faure, G., and Mensing, D. 2005. "Isotopes - Principles and applications". 3rd Edition. J. Wiley & Sons.  0-471-38437-2
- Dalrymple, G. B.; Grove, M.; Lovera, O. M.; Harrison, T. M.; Hulen, J. B.; Lanphere, M. A. (1999). „Age and thermal history of the Geysers plutonic complex (felsite unit), Geysers geothermal field, California: a 40Ar/39Ar and U–Pb study”. Earth and Planetary Science Letters. 173 (3): 285—298. doi:10.1016/S0012-821X(99)00223-X.
- Ludwig, K. R.; Renne, P. R. (2000). „Geochronology on the Paleoanthropological Time Scale”. Evolutionary Anthropology. 9: 101—110. doi:10.1002/(sici)1520-6505(2000)9:2<101::aid-evan4>3.0.co;2-w. Архивирано из оригинала 5. 1. 2013. г.
- Renne, P. R., Sharp, W. D., Deino. A. L., Orsi, G., and Civetta, L. 1997. 40Ar/39Ar dating into the historical realm: Calibration against Pliny the Younger. Science, 277, 1279-1280 „Archived copy” (PDF). Архивирано из оригинала (PDF) 30. 10. 2008. г. Приступљено 25. 10. 2008.
- Plastino, W.; Kaihola, L.; Bartolomei, P.; Bella, F. (2001). „Cosmic Background Reduction In The Radiocarbon Measurement By Scintillation Spectrometry At The Underground Laboratory Of Gran Sasso” (PDF). Radiocarbon. 43 (2A): 157—161. doi:10.1017/S0033822200037954. Архивирано из оригинала (PDF) 27. 5. 2008. г.
- Brasier, M D; Sukhov, S S (1. 4. 1998). „The falling amplitude of carbon isotopic oscillations through the Lower to Middle Cambrian: northern Siberia data”. Canadian Journal of Earth Sciences. 35 (4): 353—373. doi:10.1139/e97-122.
- Demidov, I.N. (2006). „Identification of marker horizon in bottom sediments of the Onega Periglacial Lake”. Doklady Earth Sciences. 407 (1): 213—216. doi:10.1134/S1028334X06020127.
- David Weishampel: The Evolution and Extinction of the Dinosaurs, 1996, Cambridge Press,  0-521-44496-9
- Julia Jackson: Glossary of Geology, 1987, American Geological Institute,  0-922152-34-9
- Smith, J.B.; Lamanna, M.C.; Lacovara, K.J.; Dodson, Poole; Jnr, P.; Giegengack, R. (2001). „A Giant Sauropod Dinosaur from an Upper Cretaceous Mangrove Deposit in Egypt”. Science. 292: 1704—1707. doi:10.1126/science.1060561.
- Vickers-Rich, Patricia; Rich, Thomas Hewett (1993). Wildlife of Gondwana. Reed. ISBN 978-0-7301-0315-8.
- „Fossil sites”. The Virtual Fossil Museum. 2001—2011.
- „4  Classification of rocks and description of physical properties of rock”. Engineering Geology Field Manual (PDF). 1. US Bureau of Reclamation, Technical Service Center Engineering Geology Group. 1998. стр. 57—90. Архивирано из оригинала (PDF) 17. 6. 2015. г. Приступљено 7. 6. 2010.
- Kumpulainen, Risto A. (17. 10. 2016). „Guide for geological nomenclature in Sweden”. GFF. 139 (1): 3—20. doi:10.1080/11035897.2016.1178666 .
- Olea, Ricardo A.; Sampson, Robert J. (2003). „CORRELATOR, an interactive computer program for high-resolution, lithostratigraphic, well-log correlation.” (PDF). Приступљено 1. 11. 2020.
- Steno, Nicolas (1916) [1669]. Nicolas Steno's Dissertation Concerning a Solid Body Enclosed by Process of Nature within a Solid: An English Version with an Introduction and Explanatory Notes. Превод: Winter, John. New York, The Macmillan company; London, Macmillan and company, limited.
- Subcomission on Quaternary Stratigraphy (2002). „Lithodemic stratigraphy”. Приступљено 10. 5. 2020.
- Voronin, Y.A. (1973). Methodological issues of application of mathematical methods and computers in geology. Novosibirsk, Yakutsk: The Computer Center, Siberian Division of the USSR Academy of Sciences.

## Spoljašnje veze
- International Commission on Stratigraphy
- BGS Open Data  Архивирано на веб-сајту  (21. септембар 2013) Geochronological Ontologies